# Mesochorus attenuatus
Mesochorus attenuatus är en stekelart som beskrevs av Dasch 1974. Mesochorus attenuatus ingår i släktet Mesochorus och familjen brokparasitsteklar. Inga underarter finns listade i Catalogue of Life.